# Сарай Берке
Сарай Берке е изчезнал град на територията на днешна Русия. Бил е столица на Златната орда след 1282 г.
Разположен е на левия бряг на Ахтуба, ръкав на река Волга, близо до днешното село Царьов във Волгоградската област и областния град Волгоград. Основан е от хан Берке, който през 1282 г. премества там столицата на Златната орда от близкия град Сарай Бату.
Най-големият разцвет на Сарай Берке е през първата половина на XIV век. През 1396 г. е разрушен от Тимур, а през 1402 г. е възстановен, но не успява да достигне предишната си важност.